# 港瀬つかさ
港瀬 つかさ（みなとせ つかさ）は、日本の女性ライトノベル作家である。

## 概要
小説家になろうのマイページでは、自身がオタクであることと、既婚者であることを明かしている。
第7回ネット小説大賞で『ヒトを勝手に参謀にするんじゃない、この覇王。〜ゲーム世界に放り込まれたオタクの苦労〜』が受賞を果たし書籍化され、後に「がうがうモンスター」でコミカライズ連載された。

## 書籍化作品

### ライトノベル
- 『最強の鑑定士って誰のこと? 〜満腹ごはんで異世界生活〜』（イラスト: シソ、カドカワBOOKS〈KADOKAWA〉）[5]
- 『ヒトを勝手に参謀にするんじゃない、この覇王。 〜ゲーム世界に放り込まれたオタクの苦労〜』（イラスト: まろ、Mノベルス〈双葉社〉）[6]

### 漫画原作
- 『最強の鑑定士って誰のこと? 〜満腹ごはんで異世界生活〜』（漫画: 不二原理夏、ビーズログコミックス〈KADOKAWA〉）[7]
- 『ヒトを勝手に参謀にするんじゃない、この覇王。 〜ゲーム世界に放り込まれたオタクの苦労〜』（漫画: yos、モンスターコミックス〈双葉社〉）[8]